# Довбока
Довбока — річка в Україні у  Одеському районі Одеської області. Ліва притока Куяльницького лиману (басейн Чорного моря).

## Опис
Довжина річки 15 км, похил річки 5,5 м/км , площа басейну водозбіру 68,3 км² , найкоротша відстань між витоком і гирлом — 12,38  км, коефіцієнт звивистості річки — 1,21 . Формується декількома струмками та загатами. На деяких ділянках річка пересихає.

## Розташування
Бере початок у селі Павлинка. Тече переважно на південний захід через села Созонівку та Новокубанку і впадає у Куяльницький лиман.
Населені пункти вздовж берегової смуги: Василівка.

## Цікаві факти
- На річці існують газгольдер та газова свердловина[2].